# Gianuario (diacono)
Gianuario (Porto Torres, III secolo – Porto Torres, 27 ottobre 303) è stato un diacono cristiano turritano, che subì il martirio assieme al presbitero Proto e al soldato Gavino. È santo patrono di Porto Torres e Sassari assieme ai due compagni di martirio.

## Agiografia e culto

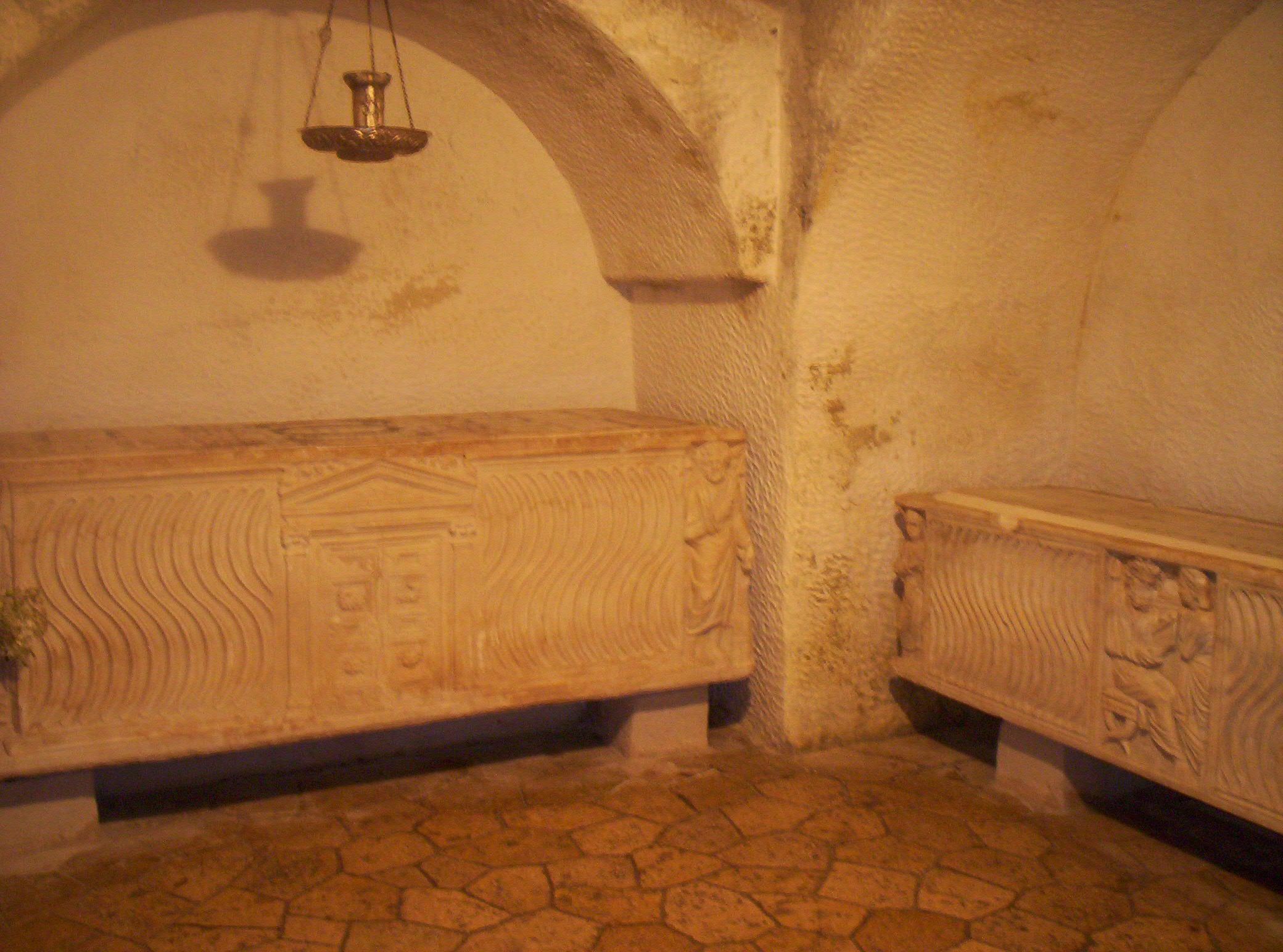
Tombe di san Gavino e san Gianuario nella cripta della chiesa di Porto Torres

Secondo la tradizione, era un giovane diacono di Porto Torres, che durante la persecuzione dei cristiani sotto Diocleziano fu rinchiuso in una grotta situata nella rocca di Balai, nell'attuale sito della chiesetta di Balai vicino, assieme a Proto. I due erano sorvegliati dal soldato Gavino, che però rimase tanto colpito dalla fede dei due nel resistere alle torture da decidere di convertirsi alla fede cristiana, liberandoli e scappando assieme a loro. Gavino però fu trovato e decapitato sulla rocca de lu Silesu. Ciò che avvenne in seguito lascia parecchi dubbi: si dice che le teste dei tre martiri, buttate in mare, vennero ritrovate da alcuni fedeli assieme ai corpi, le quali vennero seppellite negli ipogei di San Gavino a mare. 
Le reliquie di Gianuario sono tuttora conservate assieme a quelle degli altri due nella cripta della basilica a Porto Torres a loro dedicata. Ne parla nel Quattrocento il vescovo Antonio Cano in uno dei primi poemetti in sardo: Sa Vitta et sa Morte, et Passione de sanctu Gavinu, Prothu et Januariu.